# Francesco dei Bonacolsi
Francesco dei Bonacolsi (Mantova, dopo il 1300 – Castel d'Ario, dopo il 1328) è stato un nobile e politico italiano.

## Biografia
Francesco Bonacolsi era figlio naturale di Rinaldo dei Bonacolsi detto Passerino, ultimo signore di Mantova della famiglia e nacque dopo il 1300. Fu Capitano del Popolo di Modena nel 1321.

### Campagna di Fiorano Modenese
Nella notte del 16 giugno 1325 Francesco dei Bonacolsi, nonostante fosse ancora in essere la tregua stipulata dal padre con la famiglia dei nobili Della Rosa, mosse il suo esercito verso Fiorano Modenese. All'alba del 17 giugno 1325 comparvero a Fiorano le prime cavallerie d'avanguardia e poi arrivò il grosso dell'esercito con l'intento di conquistare il castello che, essendo ben difeso, non cadde immediatamente e la guerra si trasformò in assedio. Francesco quindi fece circondare il castello dagli arcieri mentre sistemò il lato sud-ovest del castello di Fiorano con varie macchine d'assedio: mangani, manganelle, trabucchi, battifolli, arieti ed altro.
Siccome il castello resisteva, Francesco non si limitò alla guerra d'assedio ma mise in campo ogni genere di brutalità potesse indurre gli abitanti alla resa e così furono distrutti i campi di frumento prossimi alla maturazione, tagliate le viti, saccheggiate le abitazioni e poi distrutte, rovinati e riempiti di terra i pozzi d'acqua ed aggiunte carogne di animali morti e di putridume per renderli infruibili. Uccise tutti gli abitanti che trovò specialmente vecchi, donne e bambini. Durante l'assedio vi era Il Rosso dalle Cipolle, uomo fidato e devotissimo a Sassolo Della Rosa incaricato di fare da messaggero con i rinforzi militari che dovevano arrivare da Bologna, l'uomo fu catturato da Francesco che lo fece caricare su di un trabucco e lo lanciò all'interno del castello facendolo sfracellare nel piazzale con terribile orrore degli assediati.
Dopo otto giorni di assedio, il 24 giugno 1325 i Della Rosa decisero per una resa condizionata ad aver salva la vita di tutti i difensori e che questi potessero portare via con sé le loro cose. Francesco dei Bonacolsi accettò il patto e conquistò Fiorano perché gli premeva concludere la campagna di Fiorano per poter iniziare con la più ambita Sassuolo sempre in mano ai Della Rosa. Non appena conquistato il castello, Francesco fece radere al suolo e demolire tutte le fortificazioni ed incendiare gli edifici. Venne risparmiata solo la chiesa parrocchiale.

### Campagna di Sassuolo e Montegibbio

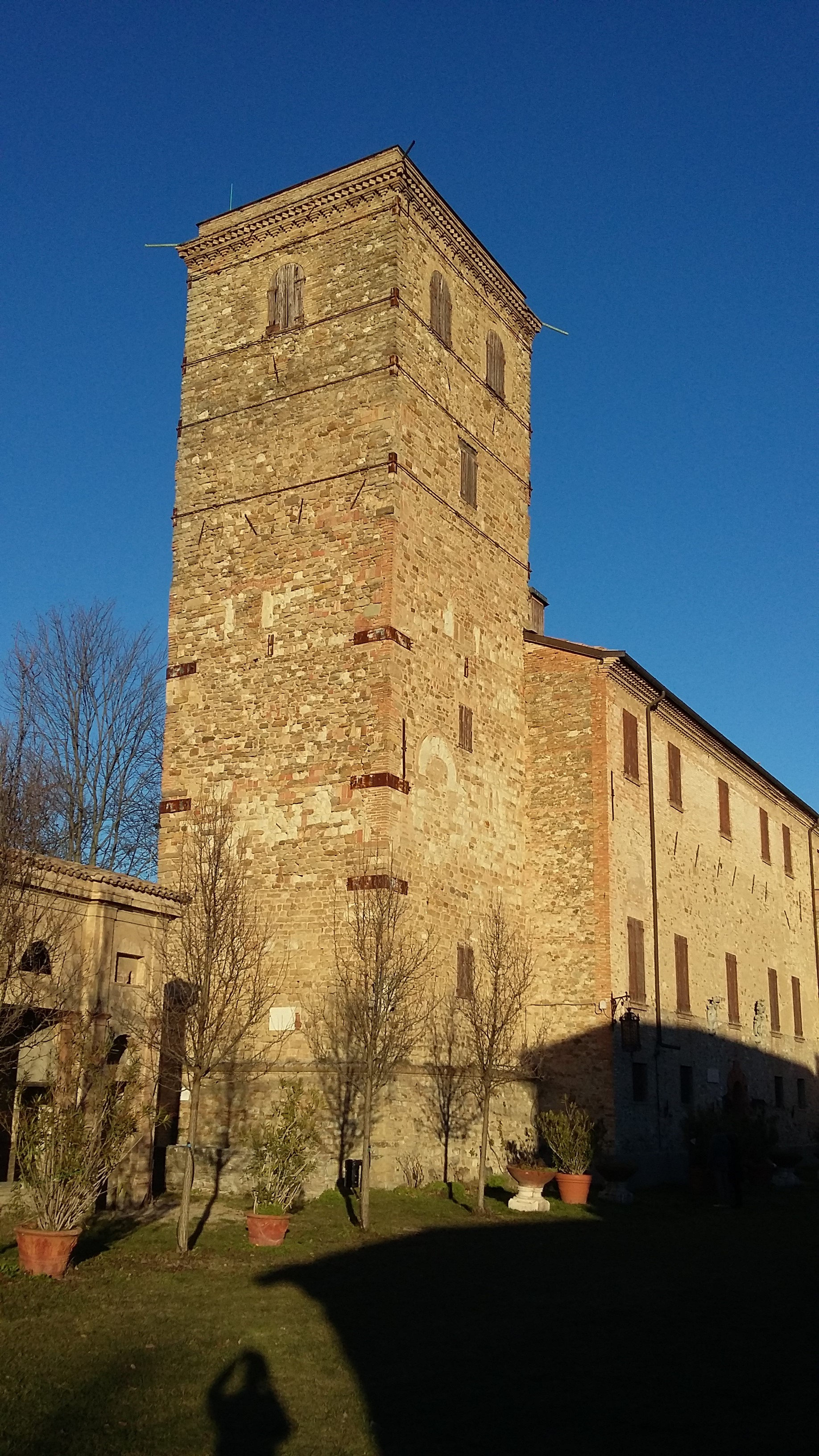
Sassuolo, castello di Montegibbio

Nel 25 giugno 1325 Francesco dei Bonacolsi spostò quindi il grosso del suo esercito a Sassuolo unendo le sue forze a quelle già presenti di suo padre Passerino, di Cangrande I della Scala e del marchese Obizzo III d'Este. Mentre imperversava l'assedio al castello, le truppe anche qui si occuparono di distruggere i raccolti, tagliare le piante e devastare il territorio. La tattica funzionò ed i difensori del castello si ribellarono ai loro signori costringendoli alla resa il 2 luglio 1325 dopo otto giorni di assedio anche grazie al fatto che a Fiorano con la resa fu mantenuta la parola data. Ai vinti fu concesso di mantenere i propri averi ed aver salva la vita.
Unitamente al padre Passerino, la stessa tecnica di conquista fu utilizzata per il castello di Montegibbio: salva la vita dei difensori ed il mantenimento dei beni. Uno volta preso, il castello di Montegibbio fu raso al suolo.
Francesco, Passerino ed i suoi alleati non inseguirono i Della Rosa a Montebaranzone nella loro ultima fortezza perché dovettero riportare il loro esercito a Modena per difendere la città e le campagne circostanti dei bolognesi.

### Prigionia e morte

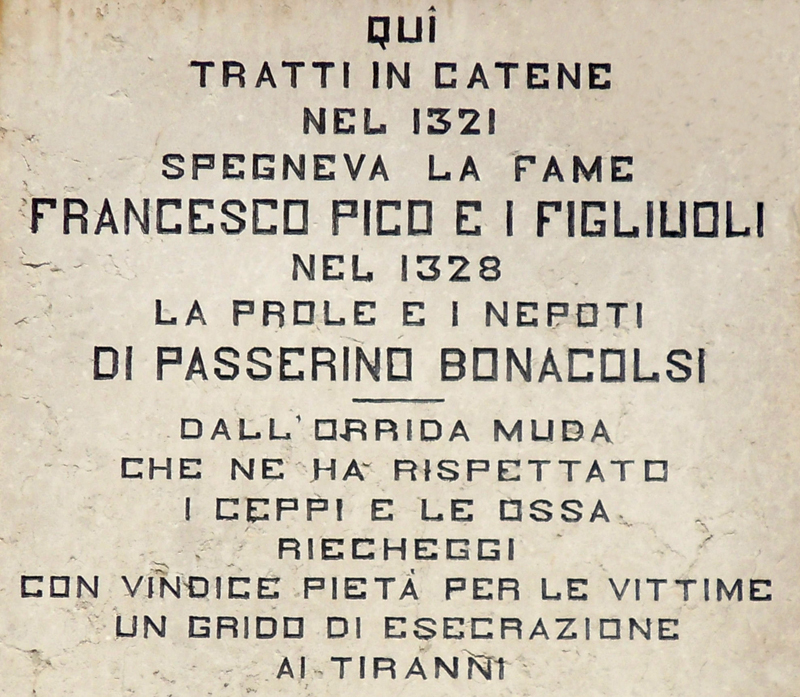
Castel d'Ario, lapide commemorativa posta sul castello.

Francesco dei Bonacolsi fu imprigionato da Niccolò Pico, al quale i Gonzaga lo avevano consegnato (dopo il colpo di stato del 16 agosto 1328) e lasciato morire di fame nel castello di Castellaro, antico nome di Castel d'Ario, insieme ad altri membri della famiglia, tra cui il fratello Giovanni II dei Bonacolsi. Una lapide sulla porta del castello ricorda questa vicenda.

## Famiglia
Sposò Vannina da Correggio, figlia di Giberto III, signore di Correggio.